# Автостоянка

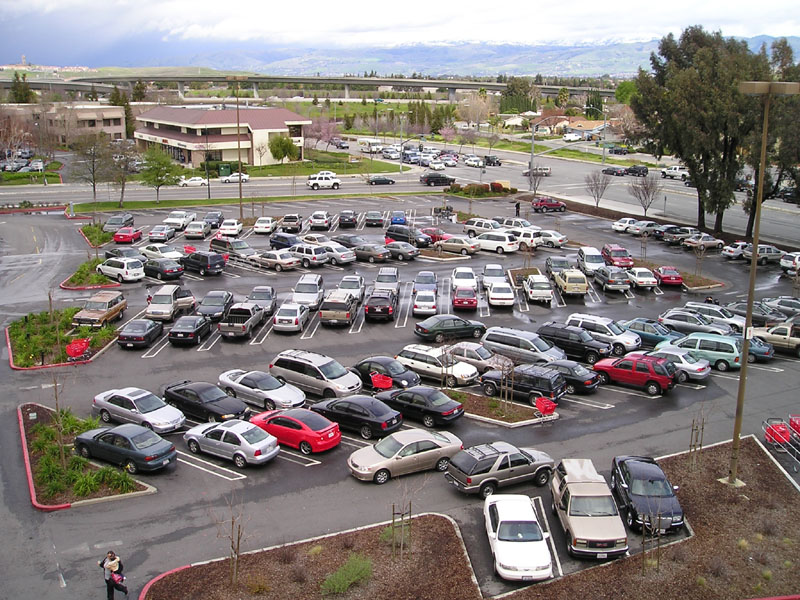
Відкрита автостоянка з діагональною схемою парковки машин і одностороннім рухом

Автостоя́нка (або: паркування, паркінг, стоянка, гараж) — споруда, будівля (частина будинку, споруди) або спеціальний відкритий майданчик, призначений для зберігання тимчасового чи постійного транспортних засобів.
Автостоянки поділяються:
- за термінами зберігання на: довготермінові, для постійного зберігання транспортних засобів, сезонні, для тимчасового зберігання транспортних засобів у зонах відпочинку, денні, розташовані при місцях скупчення людей (супермаркети, автостанції, вокзали, спортивні споруди тощо)
- нічні, для тимчасового зберігання транспортних засобів на тупикових та малозавантажених вулицях
- за способом зберігання на: відкриті, з навісами або гаражами, закріпленими за автостоянками, змішані, де поряд з місцями для відкритого зберігання та навісами або гаражами, є гаражі та навіси, що належать власникам транспортних засобів на правах приватної власності

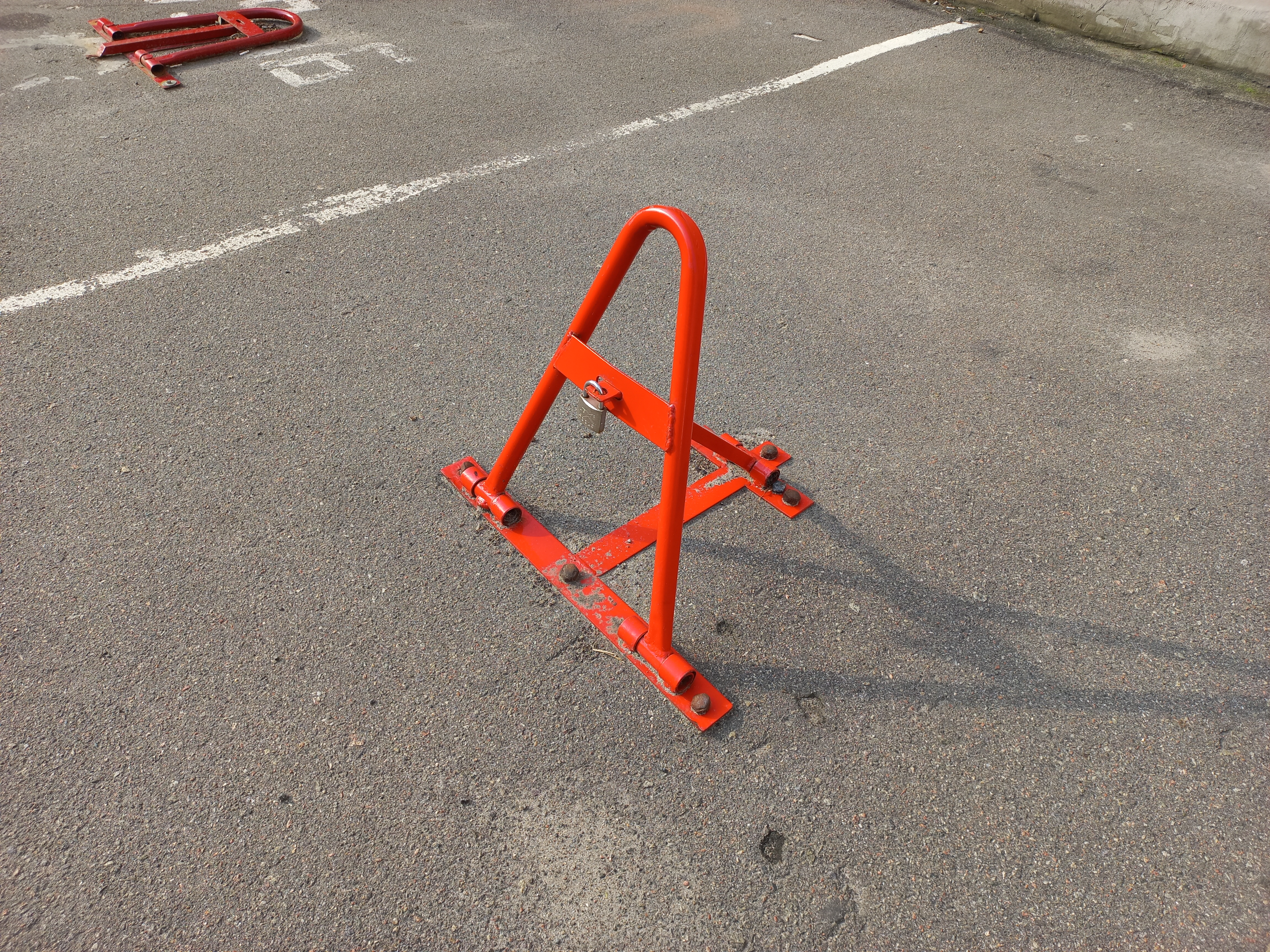
Паркувальний бар'єр на прибудинковій території в Києві

Діяльність та правила зберігання автомобілів на автостоянках регламентується постановою КМУ № 115 від 22 січня 1996 року, Основною різницею від паркінгу є те, що на автостоянках відповідальність за збереження транспортних засобів несуть власники автостоянок.